# Монятичі-Колонія
Монятичі-Колонія (пол. Moniatycze-Kolonia) — село в Польщі, у гміні Грубешів Грубешівського повіту Люблінського воєводства.
Населення — 144 особи (2011).
У 1975—1998 роках село належало до Замойського воєводства.

## Демографія
Демографічна структура станом на 31 березня 2011 року:
|          | Загалом | Допрацездатний вік | Працездатний вік | Постпрацездатний вік |
| -------- | ------- | ------------------ | ---------------- | -------------------- |
| Чоловіки | 72      | 12                 | 50               | 10                   |
| Жінки    | 72      | 12                 | 41               | 19                   |
| Разом    | 144     | 24                 | 91               | 29                   |